# 北海道日本ハムファイターズ主催試合の地方球場一覧
北海道日本ハムファイターズ主催試合の地方球場一覧（ほっかいどうにっぽんハムファイターズしゅさいじあいのちほうきゅうじょういちらん）では、北海道日本ハムファイターズおよびその前身の東急フライヤーズ、東映フライヤーズ、日拓ホームフライヤーズ、日本ハムファイターズが行った公式戦のホームゲームとなる試合の会場を列記する（使用した年は全部スタブ。フランチャイズ制度ができた1952年より）。
なお、東京を本拠地としていた2003年以前は、東京本拠地時代のファイターズ主催試合の地方球場一覧を参照。

## 一軍

### 北海道（保護地域）
- 札幌ドーム（2004年 - 2022年）※2001年 - 2023年以降はオープン戦のみ使用
- エスコンフィールドHOKKAIDO（2023年 - 現在）

### 北海道
- 千代台公園野球場（函館オーシャンスタジアム）（2004年、2006年 - 2014年、2016年、2017年<2015年、2018年は中止>）
- 旭川スタルヒン球場（2004年、2006年 - 2019年、2021年 - 2022年）
- 札幌市円山球場（2005年、2007年、2009年）
- 釧路市民球場（ウインドヒルひがし北海道スタジアム）（2005年、2007年 - 2008年、2017年 - 2019年、2021年 - 2022年<2009年は中止>）
- 帯広の森野球場（2005年、2007年 - 2008年、2010年 - 2019年、2021年 - 2022年<2009年は中止>）
  - 2021年現在はいずれも平日に開催（旭川はナイター、それ以外はデーゲーム）
    - 以前は旭川で平日デーゲームを開催していたことがある[1]。

### 東京都
- 東京ドーム（2004年 - 2019、2021年、2022年）

### 静岡県
- 静岡県営草薙球場（2016年 - 2018年、2021年 - 2022年）

### 富山県
- 富山市民球場アルペンスタジアム（2017年）

### 沖縄県
- 那覇市営奥武山野球場（現：沖縄セルラースタジアム那覇）（2018年、2021年）

### 備考
本拠地を北海道に移転した後の北海道以外での公式戦開催は東京ドームに限定していたが、2016年4月1日の対福岡ソフトバンクホークス戦については急遽日程を変更し、当初予定の東京ドームから静岡での開催に振り替えることを2015年11月16日に発表した。これは当日に東京ドームでμ'sがコンサート「ラブライブ! μ's Final LoveLive!〜μ'sic Forever 〜」を開催することや静岡県と静岡市から公式戦開催の要請を受け検討した、としている。北海道各地の球場と東京ドーム以外で主催試合を行うのは北海道移転後は初めてであり、また同球場での公式戦開催は25年ぶりであった。2017年も静岡での1試合に加えて、富山市民球場アルペンスタジアムでも25年ぶりに公式戦1試合を開催した。
一軍のキャンプ地・名護市営球場がある沖縄県では公式戦開催の実績はなかったが、2018年に初めて那覇市営奥武山野球場（沖縄セルラースタジアム那覇）にて2試合を開催した。なお、名護市営球場では毎年1 - 2試合程度のオープン戦や練習試合の主催試合が開催されている。
2020年には本拠地の札幌ドームが東京オリンピック・サッカー競技の会場として設営期間を含めて6月16日 - 8月16日の2ヶ月間使用できなくなるため、主催の地方試合をこの期間内に集中させ、釧路・帯広（以上各1試合）・静岡・那覇・旭川・東京ドーム（以上各2試合）での開催を行う予定であった。また東京ドームにおいても、本来の本拠地である神宮球場、横浜スタジアムが東京五輪の会場（神宮=国立競技場の資材置き場と、来賓待機所、横浜=野球・ソフトボール会場）として使用される都合上、東京ヤクルトスワローズと横浜DeNAベイスターズが各々主催する一部試合を東京ドームで開催する都合があるため、同年度のシーズンの東京ドームでの開催は五輪期間中の2試合を含む4試合にとどまる予定だったが、後に新型コロナウイルス感染拡大の影響でオリンピックの開催が1年近く延期となり、更にプロ野球公式戦を開催する際に観戦者の検温チェックや入場制限などの対策が必要となり、その為の準備期間が不足するため、主催60試合すべてを札幌ドームで行うことになり、東京ドームを含む地方球場での主催開催は見送ることにした。
2021年度も、札幌ドームが延期された東京五輪サッカー会場として使用するための設営期間として、6月15日 - 8月19日の2ヶ月間使用できなくなるため、主催の地方試合をこの期間内に集中させ、釧路・帯広（以上各1試合）・静岡・旭川・那覇（以上各2試合）での開催を行う。また前年と同じ理由でヤクルト・DeNAが本来の本拠地の神宮・横浜スタジアムの両球場が使用できない期間があり、この期間中に東京ドームでそれぞれ主催する試合が行われる都合上、同年度のシーズンの東京ドームでの開催は4・5月の5試合に留まった。
本拠地をエスコンフィールドHOKKAIDOに移転した2023年度は、東京ドーム、北海道内も含めて地方開催は一切行わず、公式戦は全て同球場で開催した。2024年以降も同様に地方開催は見送っている。なお、2023年と2024年はオープン戦でのみ札幌ドームで2試合を開催したほか、それまで一軍の公式戦を行ってきた帯広、旭川などの道内各地の球場においては二軍の公式戦を開催している。

## 二軍

### 歴代本拠地
- 日本ハム球団多摩川グランド（川崎市多摩川丸子橋硬式野球場）（1961年 - 1991年）
- 神奈川県立相模原球場（サーティーフォー相模原球場）（1992年 - 1996年）
- ファイターズ鎌ケ谷スタジアム（1997年 - 現在）

### 北海道
- 札幌ドーム(2007年 - 2010年)
- エスコンフィールドHOKKAIDO（2023年）
- 岩見沢市野球場(2004年、2018年)
- 釧路市民球場(2006年、2014年 - 2015年、2023年)
- 帯広の森野球場(2006年、2023年)
- 網走市営球場(2007年)
- 夕張市平和運動公園野球場(2007年、2012年、2018年)
- 滝川市営球場(2008年、2013年)
- 黒松内町営野球場(2008年、2013年)
- 北海道立野幌総合運動公園硬式野球場(2009年)
- 稚内市大沼球場(2009年、2015年)
- 千歳市民球場(2009年)
- 苫小牧市営緑ヶ丘野球場（とましんスタジアム）(2010年、2016年、2019年)
- えんがる球場(2010年、2014年)
- 江差町民野球場(2011年)
- 室蘭新日鉄球場(2011年、2014年)
- 芦別市民球場(2011年､2019年)
- 北見市営球場(2011年)
- 新十津川町ふるさと公園ピンネスタジアム(2012年、2017年）
- オホーツク紋別球場(2012年、2017年)
- 幕別運動公園野球場(2012年)
- 士別市ふどう球場(2013年、2017年)
- 札幌市円山球場(2013年、2015年)
- 函館オーシャンスタジアム(2014年)
- 別海町営球場(2015年)
- 富良野市民球場(2016年)
- 花咲スポーツ公園硬式野球場（旭川スタルヒン球場）(2023年)

### 東北
- 横手市赤坂総合公園野球場（グリーンスタジアムよこて）
- 大仙市営太田球場
- 大仙市営大曲球場

### 首都圏
- 袖ヶ浦市民球場
- 横須賀スタジアム
- 牛久運動公園野球場(2017年)
- 土浦市営球場(2017年)
- 山梨県小瀬スポーツ公園野球場(2022年)

### その他
- 米子市民球場（どらドラパーク米子市民球場）
- 敦賀市総合運動公園野球場